# Bryum subcalophyllum
Bryum subcalophyllum är en bladmossart som beskrevs av Jean Édouard Gabriel Narcisse Paris 1900. Bryum subcalophyllum ingår i släktet bryummossor, och familjen Bryaceae. Inga underarter finns listade i Catalogue of Life.